# Иришка Чики-Пики
Ири́шка Чи́ки-Пи́ки (настоящее имя — Ири́на Ви́кторовна Ильина́; род. 6 июня 1984, Черногорск) — российская треш-блогерша, участница поп-ММА и стример, ставшая известной благодаря трэш-контенту и аморальным видео.

## Биография
Родилась 6 июня 1984 года в Черногорске, Хакасия, СССР. Ирину выгнали из средней школы за драку с одноклассником, после чего девушка поступила на кондитера.
Многократно устраивалась на различные работы, но все разы была уволена из-за проблем с алкоголем.
После нескольких попыток устроиться на работу уборщицей и продавщицей, в 2017 году Иришка стала частью компании маргиналов, с которыми снимала трэш-видео, что вскоре привлекло внимание зрителей и привело к популярности.
В 2019 году Иришка вместе с Олегом Монголом и Безумным Пашей появилась в телешоу «Давай поженимся!», где они стали частью шуточного эпизода. В том же году она снялась в клипе Артура Пирожкова на песню «Алкоголичка».
В 2022 году дебютировала в поп-ММА против порноактрисы и модели Елены Берковой. В том же году провела бой против Олеси Малибу.

## Проблемы с законом
В 2009 году она была осуждена за побои: ударила девушку сковородкой, и была приговорена к девятимесячному заключению в колонии-поселении.

## Личная жизнь
В августе 2024 года сыграла свадьбу с Безумным Пашей, с которым снимала треш-контент и встречалась более 6 лет.

## Бои

### Epic Fighting Championship
| Соперник      | Дата выхода   | Результат |
| ------------- | ------------- | --------- |
| Елена Беркова | 5 января 2022 | Поражение |
| Олеся Малибу  | 5 июля 2022   | Поражение |